# Peter Møller
Peter Møller Nielsen (Abildgård, 23 marzo 1972) è un ex calciatore danese, di ruolo attaccante.

## Palmarès

### Club

#### Competizioni nazionali
- Campionato danese: 4

Brøndby: 1995-1996, 1996-1997
Copenhagen: 2002-2003, 2003-2004
- Coppa di Danimarca: 1

Copenhagen: 2003-2004
- Supercoppa di Danimarca: 3

Brøndby: 1996
Copenhagen: 2001, 2004
- Supercoppa dei Paesi Bassi: 1

PSV: 1997

#### Competizioni internazionali
- Royal League: 1

Copenhagen: 2004-2005

### Individuale
- Capocannoniere del campionato danese: 2

1991-1992 (17 reti), 1992-1993 (22 reti)